# Колбяги

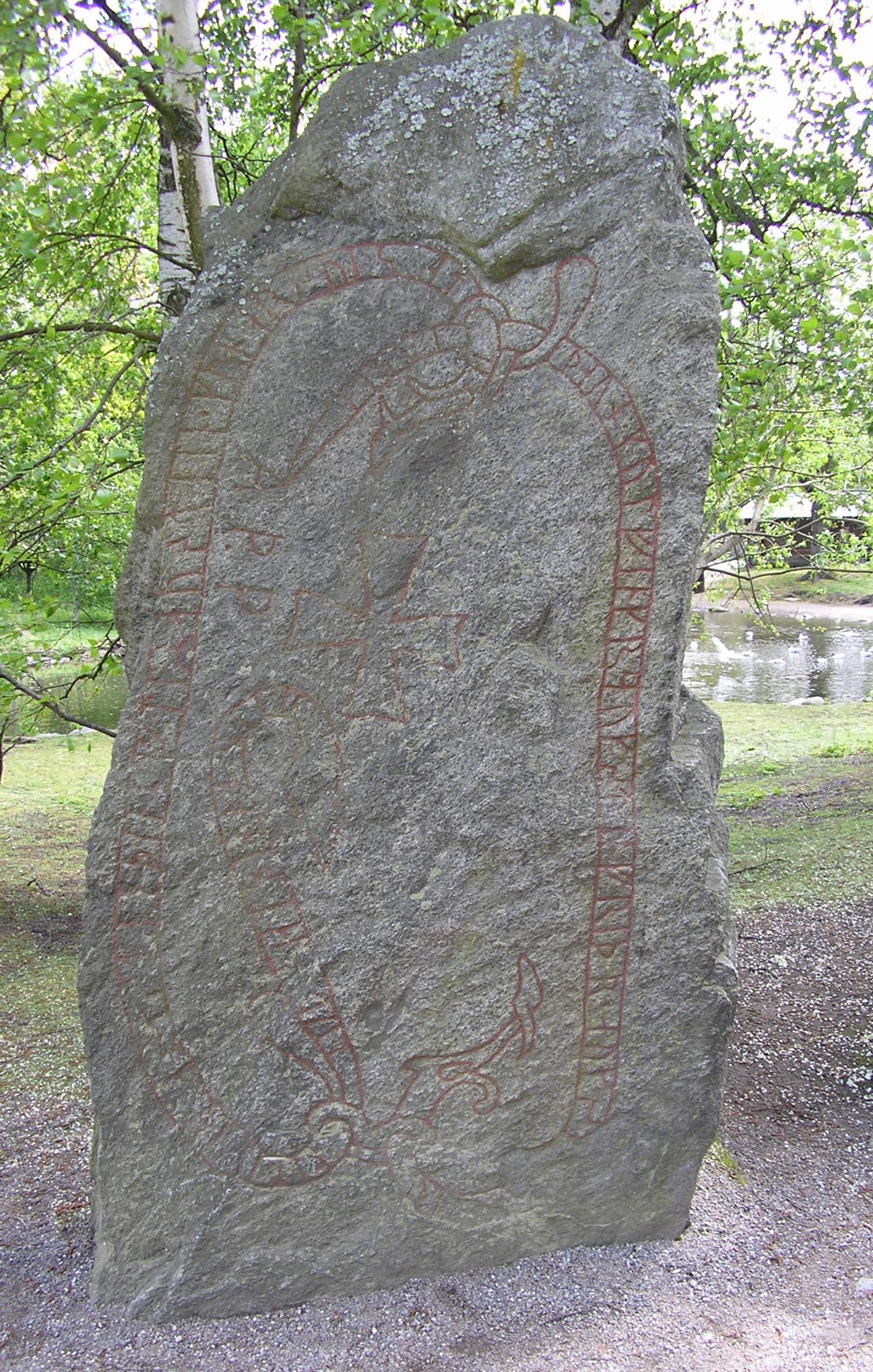
Рунический камень с надписью U 419, в которой упоминается личное имя Kylfingr

Колбяги (др.-рус. кълбягъ, др.-сканд. kylfingar, эст. kylfingid, визант. Κουλπίγγων) — народ или социальная группа XI—XII веков. Этническая принадлежность и область расселения точно не установлены.

## Этимология
По мнению М. Фасмера, название колбяги происходит из др.-сканд. kylfingr (от kylfa — дубина).

## Древнерусские источники
Колбяги упоминаются рядом с варягами в первом законодательном своде Древней Руси, Русской Правде. Структура слова, близкая к варягам, и их правовой статус указывают на колбягов как людей, имеющих родину за пределами Киевской Руси.
В дополнительной статье к Русской Правде «О муже кроваве» (середина XII века) упоминаются «колобяги»-язычники: «а оже боудет варягъ или колобягъ, крещения не имея, а боудеть има бои, а видокъ не боудеть, ити има роте по своеи вере, а любо на жребии, а виноватыи въ продажи, въ что и обложать».
В новгородской берестяной грамоте № 222, датируемой концом XII — началом XIII века, некие «колобяги» (колобѧгь) — участники имущественного спора перед лицом посадника Гюргия Иванковича. Статус их не вполне ясен. Слово «кобяжанин» (кобѧжанино) из новгородской берестяной грамоты № 831, датируемой серединой XII века, по мнению А. А. Гиппиуса родственно названию колбяги.
В Псковской летописи с 1501 года упоминается погост Колбежицы на реке Великой. По писцовым книгам середины XVI века известен погост «Климецкой в Колбегах», на реке Воложбе, притоке реки Сясь. Из этого следует предположение, что колбяги жили на Русском Севере. По предположению Д. А. Мачинского с «колбягами» связана Приладожская курганная культура Юго-Восточного Приладожья (бассейн рек  Паши, Сязниги и др.), объединившая финские и скандинавские элементы.

## Скандинавские и византийские источники

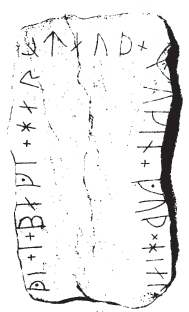
Рунический камень Sö 318 с персональным личным скандинавским именем Kylfingr

Кюльфинги (kylfingar) упоминаются в исландской «Саге об Эгиле Скаллагримссоне», в главе про походы Торольва Квельдульвссона в Финнмарк (область на севере Норвегии), где они занимались сбором даней и торговлей. В скандинавском сочинении XIV века земля кюльфингов отождествляется с Гардарики (Русью): «земля кюльфингров, которую мы называем царством Гардарик» (terra kylvingorum, quam vocamus regnum Gardorum). Имя собственное KulfinKr несколько раз встречается на рунических камнях Средней Швеции.
В византийских грамотах-хрисовулах XI века в перечислении отрядов наёмников на военной службе империи рядом с варягами (варангами) указаны кулпинги (Κουλπίγγων). Хотя более подробные сведения о кулпингах в Византии отсутствуют, историки считают, что речь идёт о колбягах-кюльфингах. Предположение, что под кулпингами понимаются печенеги, не получило поддержки («Колбяги», словарь М. Фасмера). Византийский император Константин Багрянородный назвал «кулпеи» одно из 8 печенежских племён.

## Историография
Не вполне ясно, кого именовали в средневековых источниках колбягами. В. Н. Татищев видел в них жителей поморского города Колобжега. А. Л. Дювернуа предложил литовское происхождение слова из лит. kalbingas 'говорливый', 'болтун'. Финский славист И. Ю. Миккола выводит колбягов из фин. фин. kaleva 'буйный', 'смелый'. Оригинальную гипотезу о тюркской прародине колбягов выдвинул К. Нойманн. Он обратил внимание на то, что у Константина Багрянородного фигурирует одно из печенежских племён κουλπέη. По К. Нойманну кульпеи получили своё название от тюркского антропонима Külbej.
М. Ф. Владимирский-Буданов считает, что в «Русской правде» терминами варяги и колбяги «обозначаются вообще иностранцы, которым нелегко было найти послухов на чужой земле».
Е. А. Рыдзевская не очень уверенно отождествляет колбягов с одним из водских племён, попавших под влияние скандинавов. Эту точку зрения поддержал и развил Д. А. Мачинский. Он определял колбягов-кюльфингов как этносоциальную группу, сплавившуюся из пришлых скандинавов, местных приладожских финнов, потомков полиэтничной руси в Новгородских землях, и занятую сельским хозяйством, промыслами, сбором дани, торговлей и службой в византийских и русских войсках.
А. Л. Никитин считал, что о упоминание варягах и колбягах в 10-й и 11-й статьях Русской Правды первой половины XI века поздней вставкой редактора, так как в составленной позднее в 1072 году «Правде Ярославичей» колбяги и варяги не упоминаются.